# Art pariétal
L’« art pariétal », dans le cadre de l'étude de l'art préhistorique, (du latin parietalis, « relatif aux murs » au sens de paroi), est l'ensemble des œuvres d'art au sens large (sans appréciation esthétique) réalisées par l'Homme sur des parois de grottes et abris sous roche. La plupart des auteurs l'opposent aujourd'hui à l'art rupestre (du latin rupes, « roche »), art sur rocher à l'air libre, mais aussi à l'art mobilier (que l'on peut déplacer) et à l'art sur bloc.
Le pariétaliste est le chercheur qui étudie les œuvres pariétales.
Le préhistorien Emmanuel Anati a recensé, en 2003, 45 millions de peintures et gravures rupestres et pariétales réparties sur 170 000 sites dans 160 pays, plus de 70 % de ces graphèmes ayant été produits par des sociétés de chasseurs-cueilleurs, tandis que moins de 30 % sont l’œuvre de pasteurs et d'agriculteurs. Ce recensement est une estimation minimale car de nouveaux sites sont découverts chaque année.

## Différents types d’art pariétal et d'art rupestre

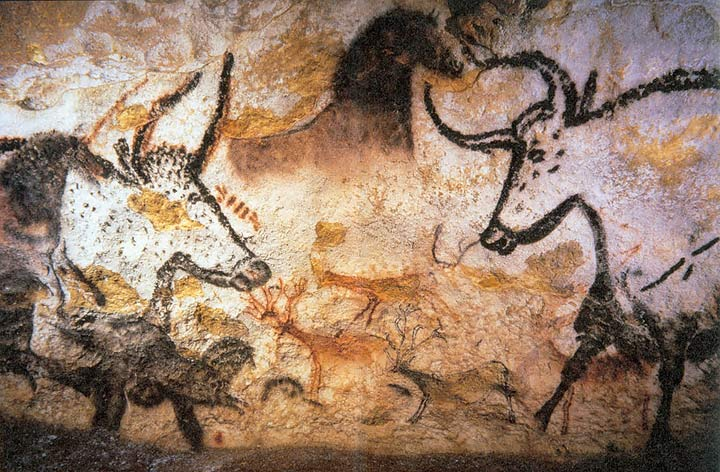
Art pariétal : Grotte de Lascaux.
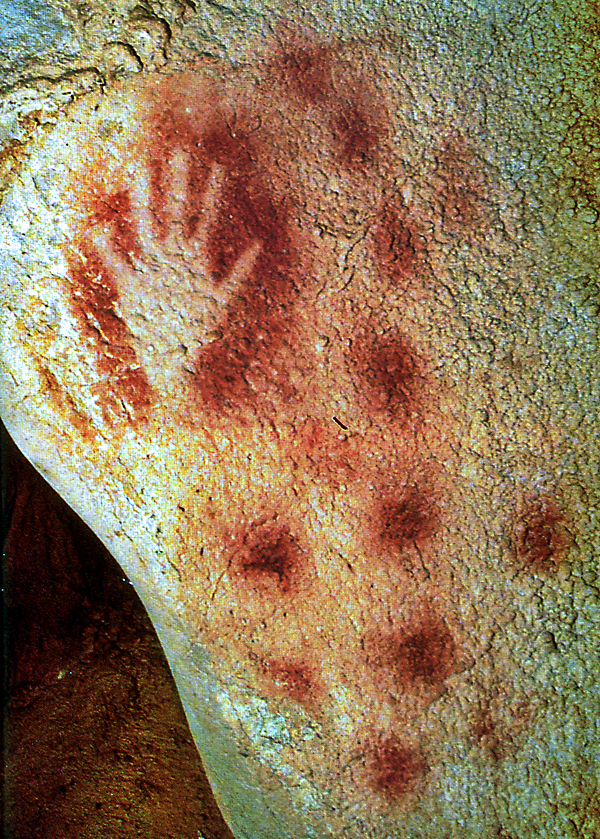
Art pariétal : Grotte du Pech Merle.
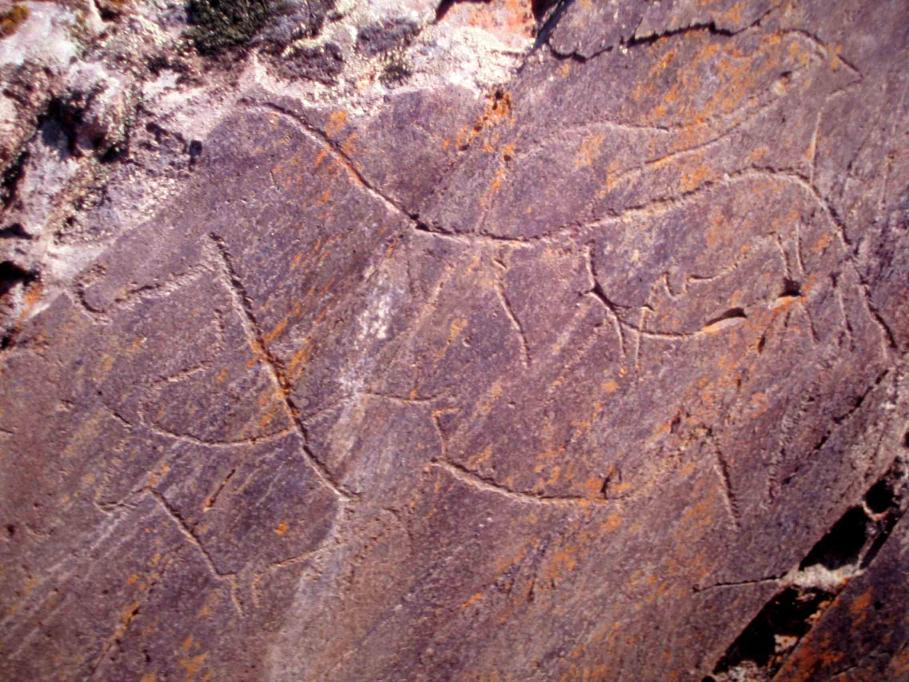
Art rupestre : Sites d'art rupestre préhistorique de la vallée de Côa.
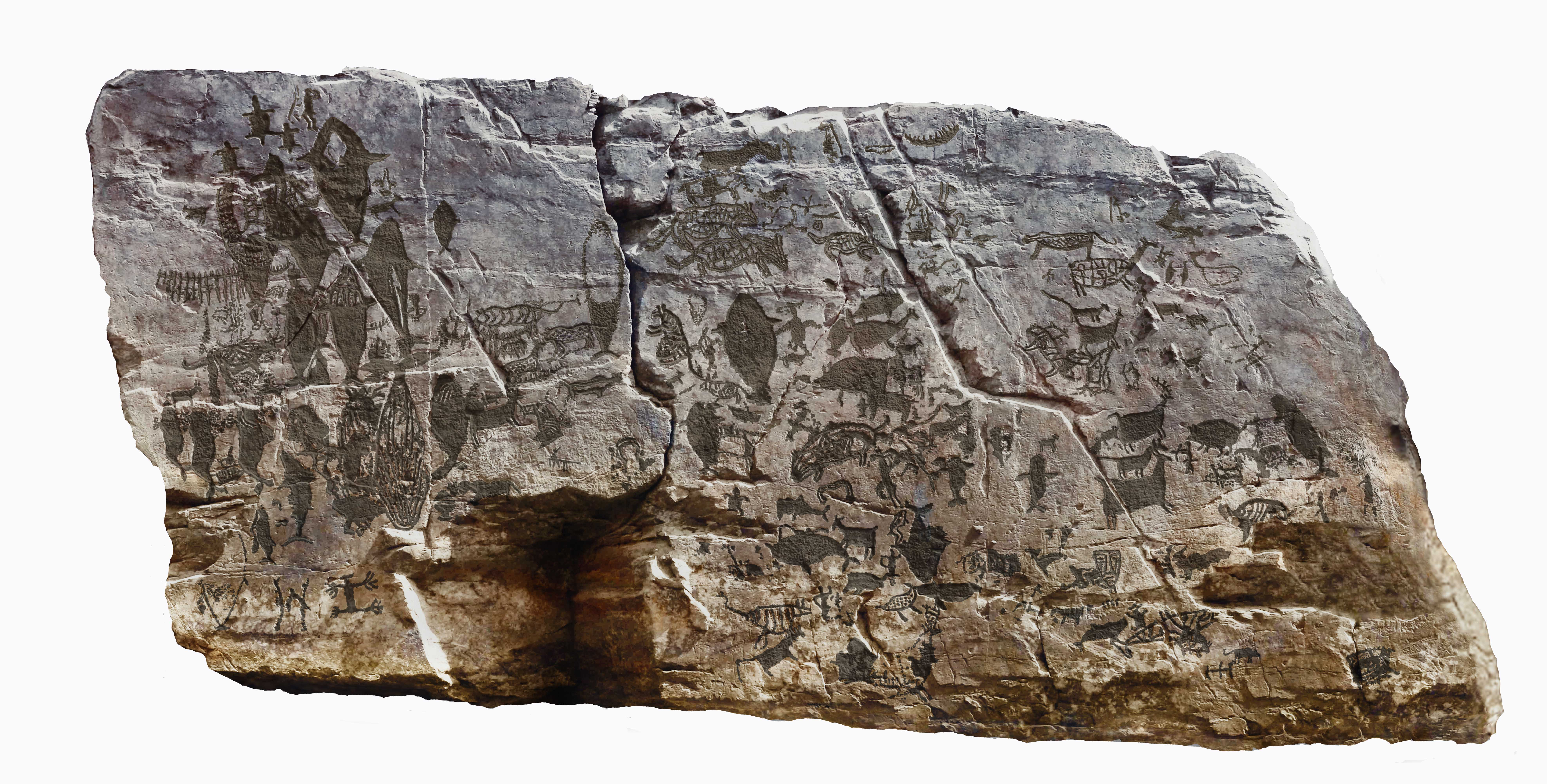
Art rupestre : Les pétroglyphes de Bangudae, à Ulsan, Corée, entre 7000 et 3500 AEC.

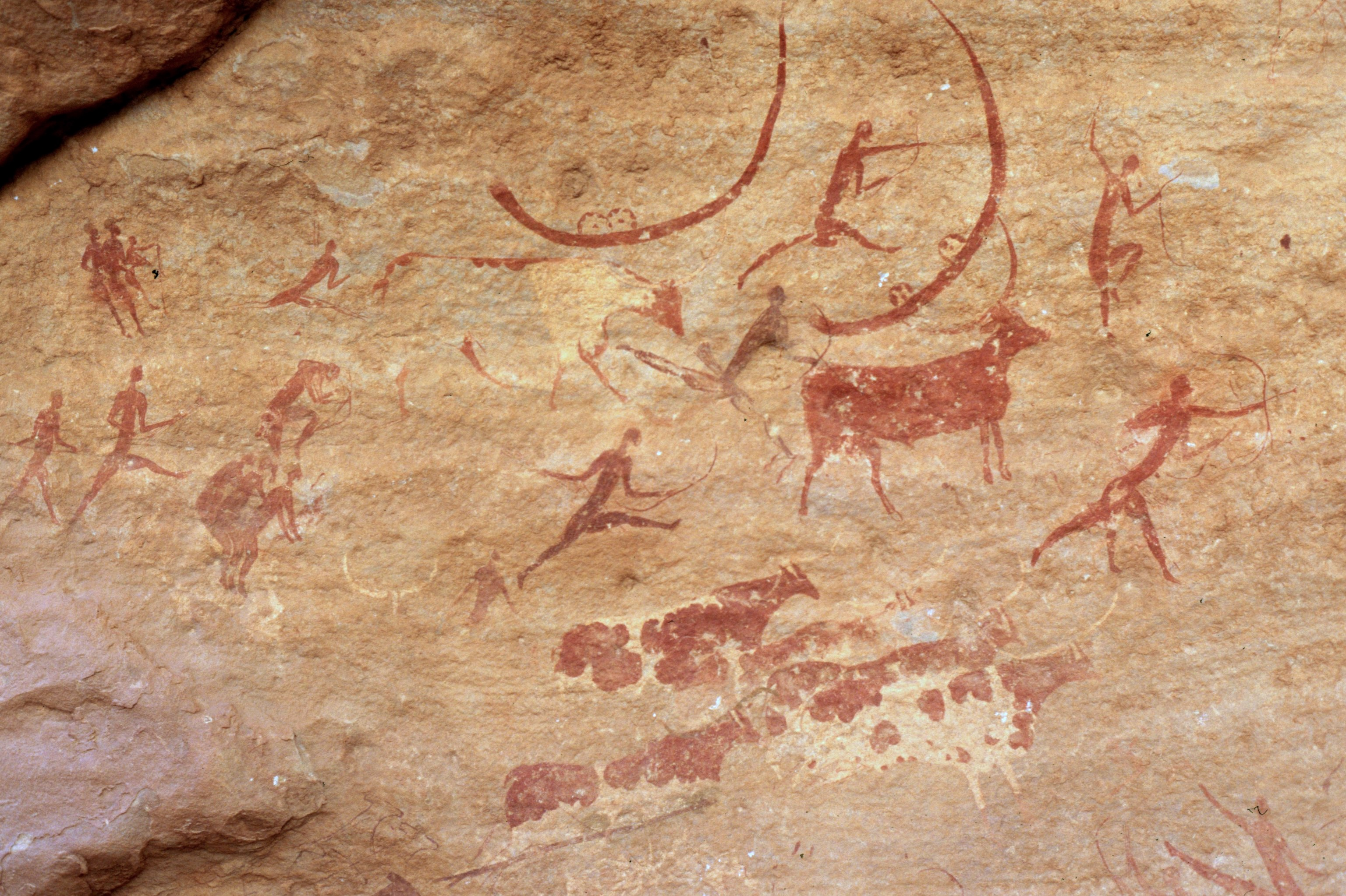
Art rupestre : Peinture rupestre du Tassili n'Ajjer, Sahara, Algérie.
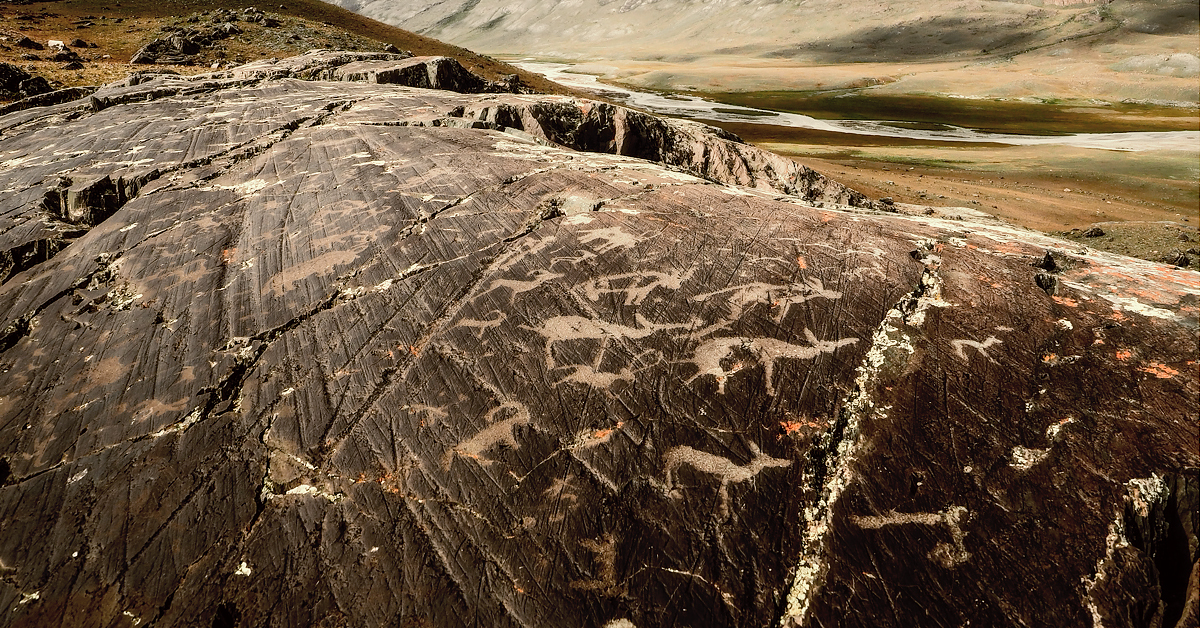
Art rupestre : Ensemble de pétroglyphes, Altaï, Mongolie.
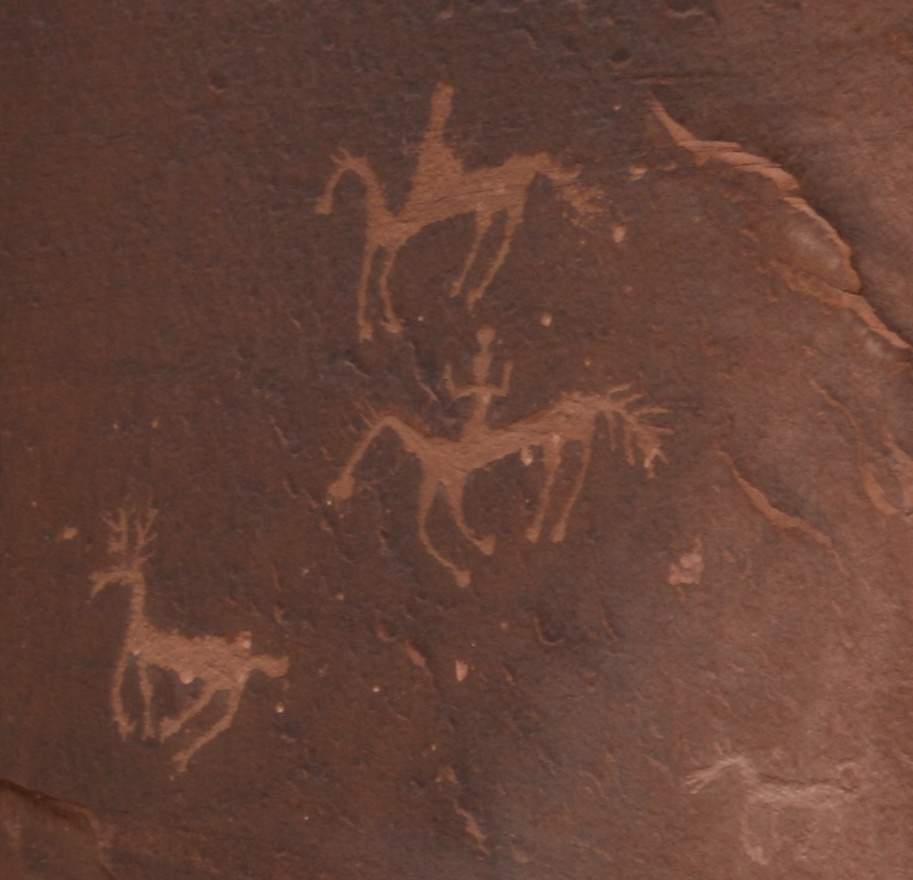
Art pariétal : abris sous roche Canyon de Chelly. Pétroglyphes : Cavaliers chassant.
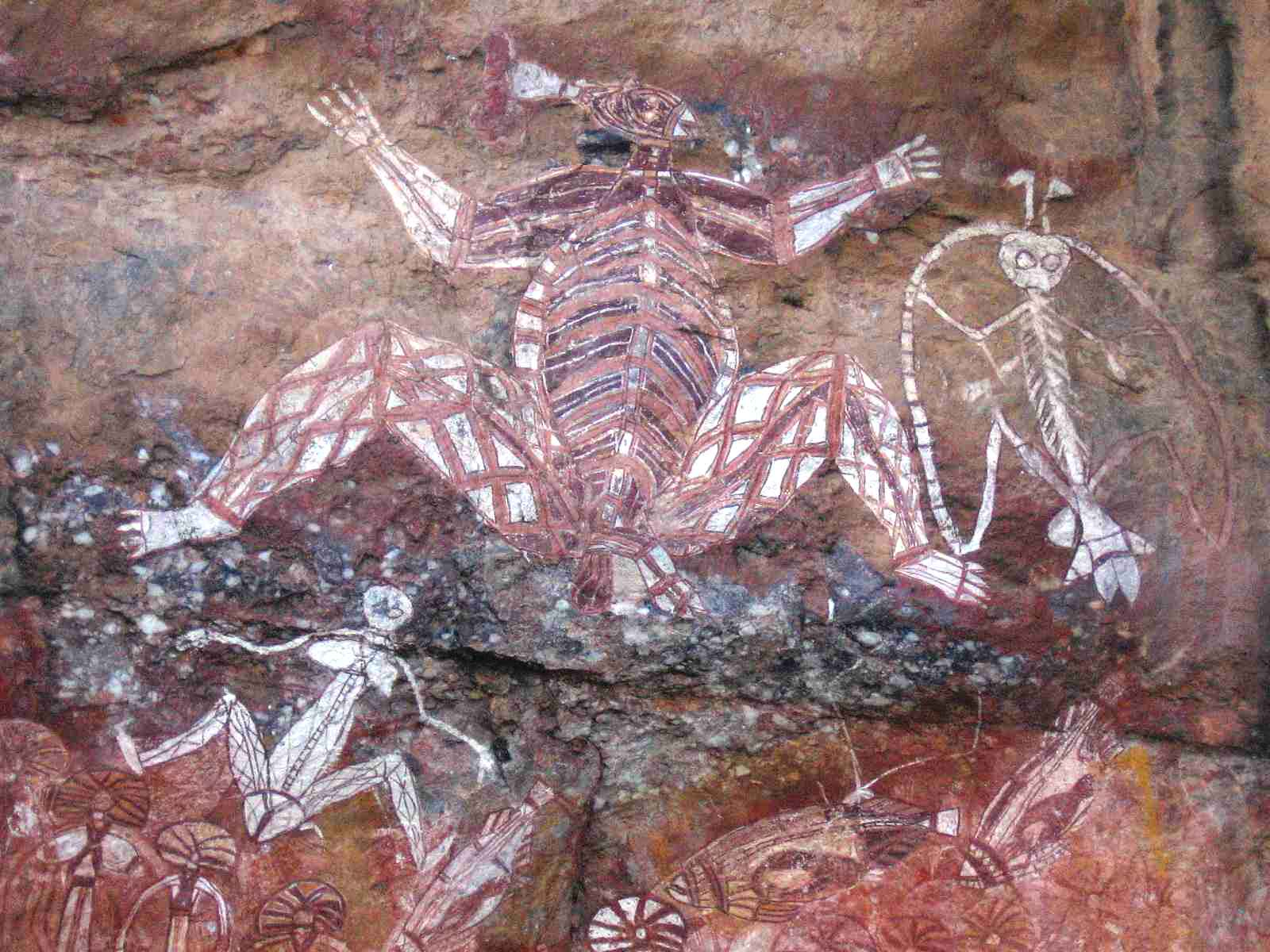
Art pariétal : Anbangbang Rock Shelter, Parc national de Kakadu, Australie. Repeint en 1962-1964.

## Historique

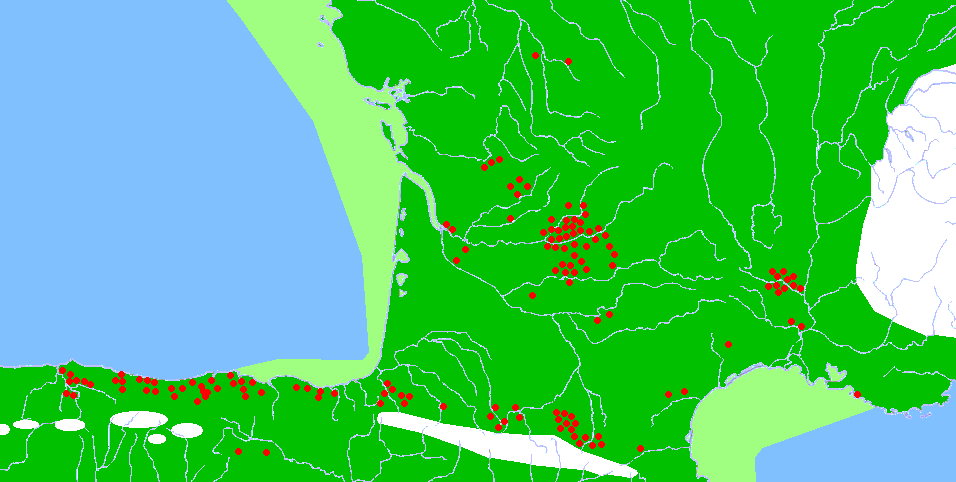
Carte de la région franco-cantabrique, montrant les principaux sites d'art pariétal du Paléolithique supérieur européen.

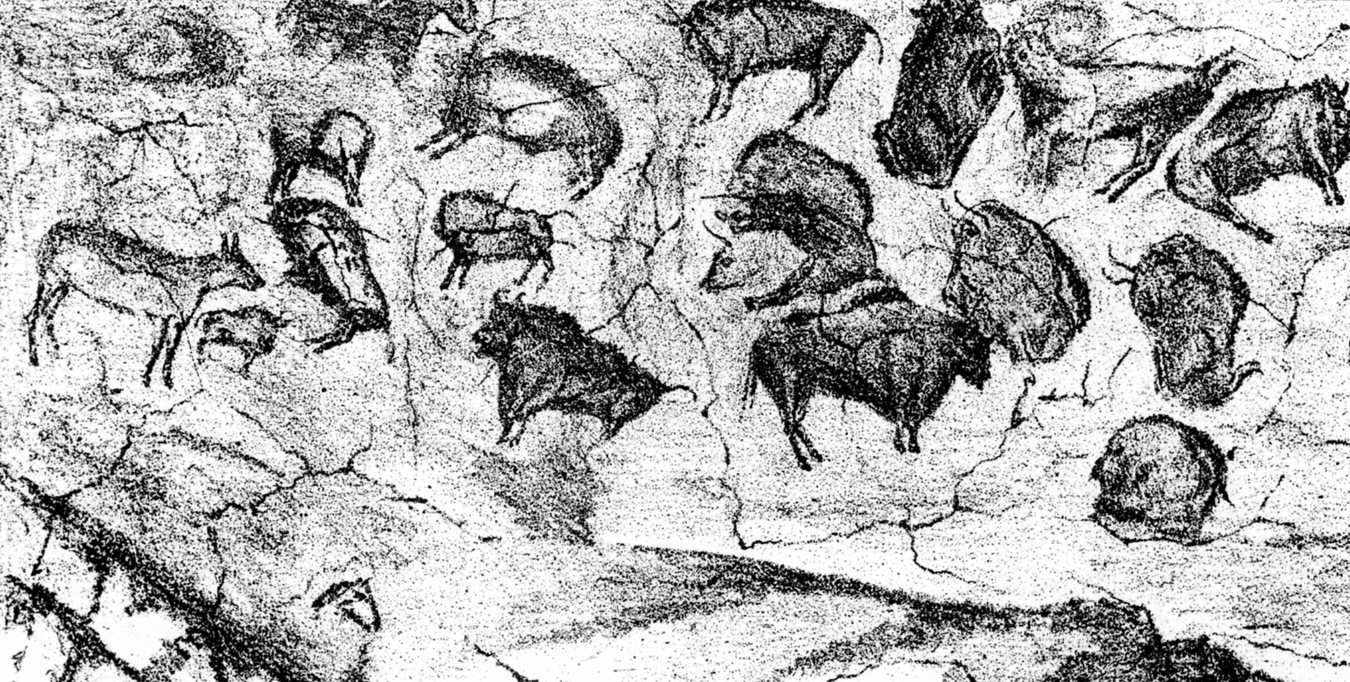
Premier relevé du plafond aux polychromes d'Altamira, publié par Marcelino Sanz de Sautuola en 1880.

Marcelino Sanz de Sautuola, un gentilhomme espagnol revenant de l’Exposition universelle de Paris, décide d'explorer la grotte d'Altamira découverte sur son territoire par un chasseur. Alors qu'il effectue des fouilles dans cette grotte, sa fillette Maria, alors âgée de huit ans, remarque la première la présence de « toros » dessinés au plafond et découvre ainsi l'art pariétal paléolithique entre 1875 et 1879. M. Sanz de Sautuola publie ses conclusions et son hypothèse sur l'existence d'un art préhistorique dans un opuscule intitulé Breves apuntes sobre algunos objetos prehistóricos de la Provincia de Santander en 1880.
La polémique qui s'ensuit fait rage dans le milieu scientifique ; les spécialistes français tels que Gabriel de Mortillet et Émile Cartailhac rejettent catégoriquement les conclusions de Sautuola. Cette grotte est alors considérée comme un faux par la majorité des savants jusqu'à la fin du XIXe siècle.
À la suite des découvertes d'autres grottes ornées, en particulier la grotte des Combarelles et la grotte de Font-de-Gaume en 1901, le préhistorien Émile Cartailhac publie l'article « Mea culpa d'un sceptique » en 1902, réhabilitant ainsi les travaux de l'archéologue espagnol. Cette polémique contribue à la reconnaissance scientifique de l'art pariétal paléolithique comme une forme d'art à part entière.
Les premières datations au carbone 14 de la grotte Chauvet (du nom de l'un des spéléologues qui l'a inventée en 1994) avec ses peintures âgées de 36 000 ans « font littéralement voler en éclat l'idée d'une évolution linéaire de l'art préhistorique et d'un art primitif balbutiant, au style fruste et grossier dont aurait progressivement émergé l'apothéose créatrice de Lascaux ».
La première grande culture spécifiquement européenne est celle qui a donné naissance à l'art pariétal de l'Arc franco-cantabrique (Charente, Dordogne, Lot, Pyrénées, Pays basque, Cantabrie, Asturies) où 90 % des grottes ornées découvertes le sont dans cette région au début du XXIe siècle. Actuellement[C'est-à-dire ?], l'art pariétal du Paléolithique supérieur européen remonte à plus de 40 000 ans.

## Techniques
Les principales techniques utilisées sont le dessin, la peinture (au tampon, au soufflé), la gravure (piquetage, incision ou raclage) et la sculpture (modelage en argile ou autre matière ou encore, taille en bas-relief).

### Techniques de peinture
Certaines peintures ont été réalisées au pinceau. Les poils du pinceau pouvaient être fabriqués avec du crin d'animal, des poils et même des matières végétales telles que des feuilles ou des tiges. Les peintures peuvent être monochromes, bichromes ou polychromes (grotte de Lascaux).
Des peintures ont été faites au doigt enduit de peinture, comme dans la grotte de Covalanas  (Cantabrie).
Enfin, la technique du soufflé (ou crachis) était utilisée pour tracer des contours (chevaux ponctués de la grotte du Pech Merle), remplir une surface (grotte de Lascaux) ou faire des mains négatives (grottes de Gargas). Un pochoir délimitait la zone à remplir puis avec un outil creux (os, roseau) ou la bouche, la peinture était expulsée sur le support.

### Techniques de gravure
Les gravures par incision de la paroi, plus ou moins profondes, sont effectuées avec un outil en silex. C'est la technique de gravure la plus répandue.
Des gravures sont également réalisées par piquetage : la roche est martelée avec un morceau de roche dure.
Des gravures au doigt sur l'argile molle des parois sont aussi connues dans certaines grottes : plafond des hiéroglyphes de la grotte du Pech Merle par exemple.

### Éclairage
« Art des ténèbres » lorsqu'il est pratiqué dans des grottes profondes, l'art pariétal nécessite un éclairage adapté : torche enduite de résine enflammée, lampe à graisse.
De nombreuses traces charbonneuses sur les parois sont des mouchures (ou mouchetures) résultant du ravivage de la flamme des torche en retirant leur partie carbonisée qui asphyxie la flamme. Deux techniques de mouchage sont proposées : mouchage classique par écrasement ponctuel et ou étiré avec ou sans chute de charbons, mouchage par frottement (détachement des mouchures), soit naturellement lors de mouvements, soit volontairement par choc avec un objet tenu de la main libre ou par contre-coup.
En 2013, une hypothèse a été proposée par deux amateurs (un artiste et un professeur de médecine) pour expliquer les techniques utilisées par les artistes du Paléolithique pour réaliser leurs œuvres en fonction de l'éclairage. Selon les auteurs, ils auraient utilisé des statuettes dont l'ombre projetée sur les parois des grottes permettrait de dessiner la silhouette. Cette hypothèse controversée repose sur l'affirmation selon laquelle des silhouettes seraient identiques dans une même grotte, ou sur une absence de détails tels que les yeux des animaux figurés. Les détracteurs estiment que les auteurs de cette théorie méconnaissent les grottes, l’évolution des peintures pariétales et les dernières recherches, et vont jusqu'à parler de charlatanisme.

## Représentations
Les représentations sont symboliques (points-paumes, signes plus ou moins complexes) ou figuratives. La figuration peut être statique ou dynamique, stéréotypée ou naturaliste. Elle n'est jamais de dos (sauf le hibou de la grotte Chauvet ) ou par-dessus mais de profil (profil absolu typiquement pour les représentations humaines, « perspective tordue » ou « semi-tordue », « vraie perspective » des Magdaléniens) ou de face. Elle peut être totale ou par segments anatomiques. Les figurations céphaliques sont fréquentes, souvent prolongées par les encolures pour les animaux (protomés), rarement par les poitrails (bustes) pour les humains.

## Archéoacoustique et spatialité
La plus grande concentration de peintures se trouve aux endroits dotés du maximum de résonances sonores,. Certaines niches ou recoins de grotte, dont les échos de sons choisis peuvent rappeler les cris d'animaux (meuglement du bison, hennissement du cheval…), sont particulièrement décorés. Des points rouges en certains endroits sont des indicateurs de repérage du maximum de résonances - un phénomène particulièrement évident à la grotte d'Oxocelhaya (Pays basque) et à la grotte du Portel (Ariège), et qui se rencontre dans d'autres locations étudiées (Labastide, Niaux, Grande grotte d'Arcy…).
De leur étude de la grotte du Portel (Ariège) en premier lieu, puis de nombreuses autres grottes ornées, Reznikoff et Dauvois (1988) tirent trois principes essentiels :
- la plupart des images (80 % à 90 %) se trouvent dans des lieux sonores ou dans leur voisinage (moins de 1 m d'écart)[23],[24] ;
- les meilleurs lieux sonores sont toujours marqués et souvent ornés ;
- l'emplacement de certains signes ne s'explique que par la qualité sonore de leur location, et peuvent d'ailleurs être retrouvés « à l'écoute »[23].

Reznikoff détermine également que les points rouges semblent n'avoir qu'une signification purement sonore. La concordance entre points rouges et résonances atteint 99 % dans de nombreuses grottes.
Plus globalement, les caractéristiques spatiales et géomorphologiques de la grotte sont mobilisées par les artistes dans l'exécution des œuvres. Plusieurs recherches ont été menées pour mettre en évidence ce critère, notamment en mobilisant la photogrammétrie et la modélisation 3D.

## Théories explicatives
Diverses théories ont été avancées pour tenter d'expliquer l'art pariétal paléolithique.

## Datation

### Techniques de datation
La datation des œuvres se heurte aux difficultés propres à l'art préhistorique et à l'érosion des motifs. Les méthodes archéologiques de datation peuvent permettre d'associer des images ou des lieux avec des cultures ou des périodes particulières grâce à des datations directes et indirectes. La datation absolue qui s'applique plus rarement, utilise plusieurs techniques : radiodatation de certaines patines de traits gravés, datation par l'uranium-thorium de couches de calcite qui peuvent se déposer sur une peinture ou une gravure préhistorique, datation au carbone 14 de pigments organiques (matières et liants organiques tels que des charbons de bois ou d'os, du sang, des végétaux), de pellicule de silice amorphe se formant sur des surfaces gréseuses ou schisteuses exposées aux intempéries, ou de cristaux d'oxalate de calcium dans les biofilms se développant sur les peintures et gravures. La datation relative permet d'obtenir des fourchettes chronologiques en s'appuyant sur la combinaison des données concernant les contextes archéologiques (avec notamment la stratigraphie (en) qui étudie la superposition des couches archéologiques), sur l'approche stylistique (typologie stylistique globale ou à caractère régional qui peuvent apporter une contribution aux analyses chronologiques) et la sériation (en),.

### Âge et répartition
Jusqu'à récemment on pensait que les plus anciennes œuvres d'art pariétal européennes étaient celles de la grotte Chauvet, datées de l'Aurignacien (32 000 ans avant le présent). Toutefois, jusqu'au XXIe siècle la datation précise était difficile, la plupart du temps en raison de l'absence de résidus organiques et donc de l'impossibilité d'utiliser la datation par carbone 14. Depuis, on utilise la méthode de datation par l'uranium-thorium. Celle-ci a récemment permis de dater certaines peintures, en Espagne (grotte de La Pasiega, grotte de Maltravieso et grotte d'Ardales), à -64 800 ans — soit 20 000 ans avant l'arrivée de l'homme moderne, ce pourquoi on les a attribuées à l'homme de Néanderthal. En France, la grotte de La Roche-Cotard , isolée depuis au moins 57 000 ans, abriterait des gravures intentionnelles antérieures à l'arrivée des humains modernes.
Les plus anciennes peintures pariétales figuratives ont été découvertes en Indonésie : ce sont celles de la grotte de Leang Bulu Sipong 4, datées par l'uranium-thorium de 43 900 ans avant le présent, dans l'île de Sulawesi, en 2019. Une autre peinture pariétale indonésienne, datée de 40 000 ans, a été découverte dans la grotte de Lubang Jeriji Saléh (en) (île de Bornéo).
Une empreinte de main dans la grotte Leang Tempuseng, une des grottes de Maros-Pangkep en Indonésie, a été datée à 39 900 ans ; d'autres figures, elles aussi très anciennes, ont été trouvées sur le même site.
Environ 350 grottes ornées datant du Paléolithique supérieur sont connues en Europe, principalement en France et en Espagne :
- Grotte du Castillo, Espagne (~40 000 ans)
- Grotte Chauvet, France (~35 000 ans)
- Grotte de Coliboaia, Roumanie (~35 000 ans)
- Grotte de La Pasiega, Espagne (~30 000 ans)
- Grottes d'Arcy-sur-Cure, France (~28 200 ans)
- Grotte Cosquer, France (~27 000 ans)
- Grotte de Cussac, France (~25 000 ans)
- Grotte du Pech Merle, France (25 000 ans)
- Grotte de Font-de-Gaume, France (~17 000 ans)
- Grotte de Lascaux, France (~17 000 ans)
- Grotte de Niaux, France (~17 000 ans)
- Grotte d'Altamira, Espagne (~15 500 ans)
- Grotte de La Marche, France (~15 000 ans)
- Grotte de Creswell (Nottinghamshire), Royaume-Uni (~14 500 ans)

D'autres grottes ont été ornées à des époques postérieures (Épipaléolithique, Néolithique, âge du bronze…). Tel est le cas de la grotte de Magoura à Belogradchik en Bulgarie (~10 000 ans).
- Site préhistorique de la serranía de La Lindosa (Colombie)